# Kanton Ivry-sur-Seine
Der Kanton Ivry-sur-Seine ist seit 2015 ein französischer Wahlkreis im Arrondissement L’Haÿ-les-Roses, im Département Val-de-Marne und in der Region Île-de-France. Er besteht aus der Stadt Ivry-sur-Seine.